# Miroslav Lidinský
Miroslav Lidinský (* 23. září 1972 Chlum u Třeboně) je bývalý český policista (kapitán v záloze) a bývalý příslušník Útvaru speciálních operací Vojenské policie. Reprezentant ČR v paragolfu a alpském lyžování, v letech 2015 až 2017 předseda hnutí Úsvit - Národní koalice.

## Život
Po studiu průmyslovky v Praze (1989) pracoval jako technolog. Později nastoupil základní vojenskou službu (1991) u Pohraniční stráže, která se transformovala v Pohraniční policii a následně byla začleněna do Policie ČR. Právě k Policii ČR v roce 1993 nastoupil jako profesionál. Nejdříve působil jako řadový policista na Oddělení pohraniční policie v rodném Chlumu u Třeboně. V roce 1996 přestoupil k Zásahové jednotce v Českých Budějovicích. Tam strávil deset let a v průběhu doby vystudoval Pedagogickou fakultu Jihočeské univerzity v Českých Budějovicích a následně Vysokou vojenskou školu pozemního vojska ve Vyškově, katedru průzkumu s titulem Ing. Jako externista začal učit na Jihočeské univerzitě v Českých Budějovicích aplikovanou tělesnou výchovu pro zdravotnické záchranáře. Během profesní kariéry u ozbrojených složek získal specializace potápěč, pyrotechnik, letecký záchranář, instruktor pro práci ve výškách a nad volnou hloubkou, policejní vyjednavač a lektor taktické a střelecké přípravy.
V listopadu 2006 nastoupil k Útvaru speciálních operací Vojenské policie – SOG (Special Operations Group), speciálně připravované jednotce na boj proti terorismu doma i ve světě. V roce 2007 byl vyslán do Afghánistánu plnit v rámci bojového nasazení SOG speciální úkoly přímo pro britské koaliční jednotky. Dne 28. července 2007 byl v provincii Helmand těžce raněn (v té době v hodnosti praporčíka), když ho během protiteroristické operace zasáhl bojovník Tálibánu protitankovou střelu RPG 7. Raketa dopadla přímo pod jeho nohy a utrhla levý kotník. V roce 2009 mu musela být v důsledku traumatických komplikací amputována noha pod kolenem.
V době po úraze hledal sportovní alternativu. Tu nalezl v paragolfu a lyžování. Postupně se stal českým špičkovým handicapovaným sportovcem. Od roku 2012 působí jako prezident České golfové asociace hendikepovaných (CZDGA) a je členem A reprezentace ČR v golfu hendikepovaných. V letech 2010 až 2015 se stal šestkrát vítězem Evropského poháru EDGA (European Disabled Golf Association) ve třech kategoriích. Je vicemistrem Evropy v golfu hendikepovaných z roku 2010 a šestinásobným mistrem ČR v golfu hendikepovaných v letech 2013 až 2017. V roce 2015 a 2018 se stal mistrem ČR v obřím slalomu a slalomu speciál. V současné době reprezentuje ČR ve světovém poháru v alpských disciplínách. Jako reprezentant ČR v lyžování se zúčastnil Zimních Paralympijských her 2018 v Koreji.
Je držitelem Medaile Karla Kramáře za hrdiství (2008), stříbrného a bronzového Záslužného kříže ministryně obrany (2009, 2008) a dalších 10 vyznamenání.
Miroslav Lidinský je od roku 2008 rozvedený, s bývalou manželkou má dceru Kláru. Žije v Novém Kníně na Příbramsku.

## Politické působení
Ve volbách do Senátu PČR v roce 2014 kandidoval jako nestraník za Občanskou konzervativní stranu (O.K. stranu) v obvodu č. 15 – Pelhřimov. Získal 2,82 % hlasů a skončil tak na 8. místě.
V roce 2015 se stal členem hnutí Úsvit přímé demokracie, v červenci téhož roku ho navrhl předseda Poslaneckého klubu Úsvitu Marek Černoch do čela hnutí, na volební konferenci v srpnu 2015 byl zvolen předsedou hnutí, které změnilo název na Úsvit – národní koalice. V listopadu 2016 funkci předsedy na volebním sněmu obhájil. V červenci 2017 však dobrovolně rezignoval na všechny funkce v hnutí, jelikož Úsvit změnil své směřování. Sám se pak přestal politicky angažovat.